# Ладзенський науковий заклад у Вільно
Ладзенський науковий заклад у Вільно — науковий заклад, що виник у Віленському університеті у Вільно у 1824 році.

## Історія
Культ Лади — головний культ Литовського Краю старих часів характерний для всієї Східної Європи. Розуміючи вагу і значення культу Святої Лади, на початку ХІХ століття учені Віленського університету, такі як Казимир Монюшко та Александр Жданович підняли Школу Ладзенську на подобаючу їй висоту. Вони відкрили, що Школа Ладзенська видала у світ немало Ладенських Святих, в тому числі й жінок.
1824 року вони закладають Заклад Науковий Ладзенський. Він проіснував аж до 1848 року. В автентичне життя литовського народу раптом втрутились уніати-схизматики. Західний буфер нищення місцевих традиційних культів Лади йшов із Німеччини й Польщі, східній буфер — із Московії. 1848 року російською духовною семінарією цей заклад Віленського Центру духовної еліти Міжмор'я було закрито.
Священики, волсіви та інші святотці культу Лади залишали намолені місця на горах і пагорбах і разом з вірянами втікали в лісові хащі, болотисті місця. Так у непрохідних болотах витоку річки Німан, по узбережжях річки Двіна, у Литві й Краю Жеміндів, почали з'являтися нові поселення вірян Лади — Лада Новоселія, Лада Старосельська, Ладичин, Ладська Слобода. По лісових старищах люди молились своїй рідній Матці Діві.